# Puterea minții
Puterea minții  este un film biografic american din 1996, regizat de Ken Russell.

## Rezumat
Mindbender este povestea lui Uri Geller, probabil cel mai faimos medium din lume. Filmul prezintă ascensiunea sa spre faimă pornind de la mici spectacole în Orientul Mijlociu, unde a uimit publicul cu isprăvile sale parapsihologice de îndoire a lingurii și de fixare a ceasurilor. 

## Distribuție
- Ishai Golan - Uri Geller
- Terence Stamp - Joe Hartman
- Hetty Baynes - Kitti Hartman
- Idan Alterman - Shipi
- Delphine Forest - Sharon
- Rachel Elner - Hanna
- Raffi Tavor - tatăl lui Uri
- Aviva Yoel - mama lui Uri
- Uri Geller - el însuși